# 19 juin en sport
8 avril 8 juin
Chronologies thématiques
- Croisades
- Ferroviaires
- Disney

Le 19 juin (170e jour de l'année ou 171e en cas d'année bissextile) en sport.

## Événements

### XIXesiècle
- 1846 :
  - (Baseball) : premier match de baseball aux États-Unis. Le New York Baseball Club bat les New York Knickerbockers 23 à 1. Ce match fonde de fait le baseball qui se distingue désormais clairement de ses ascendants tel le cricket, le rounders ou le jeu de la balle empoisonnée[1].

### XXesièclede1901à1950
- 1927 :
  - (Sport automobile) : victoire de Dudley Benjafield et Sammy Davis aux 24 Heures du Mans.
  - (Sport automobile) : victoire de Rudolf Caracciola dans la course de l'Eifelrennen.
- 1932 :
  - (Sport automobile) : victoire de Raymond Sommer et Luigi Chinetti aux 24 Heures du Mans.
  - (Sport automobile) : victoire de Rudolf Caracciola au Grand Prix automobile de Lviv.
- 1937 :
  - (Sport automobile) : départ de la 14e édition des 24 Heures du Mans.
- 1938 :
  - (Sport automobile) : victoire de Eugène Chaboud et Jean Trémoulet aux 24 Heures du Mans.
- 1949 :
  - (Sport automobile) : victoire de Louis Rosier au volant d'une Talbot au Grand Prix automobile de Belgique sur le Circuit de Spa-Francorchamps.

### XXesièclede1951à2000
- 1955 :
  - (Formule 1) : victoire de Juan Manuel Fangio au Grand Prix automobile des Pays-Bas.
- 1960 :
  - (Sport automobile) : cinquième grand prix de F1 de la saison 1960 en Belgique, remporté par Jack Brabham sur Cooper-Climax. Le Grand Prix est marqué par le décès de deux pilotes au cours de l'épreuve : Alan Stacey touché au visage par un oiseau et Chris Bristow à la suite d'un accrochage avec Willy Mairesse.
- 1964 :
  - (Nautisme) : Éric Tabarly, à la barre de son ketch Pen Duick II, remporte la Transat anglaise en solitaire, après avoir parcouru la distance entre Plymouth et Newport en 26 jours, 6 heures et 2 minutes, améliorant par la même occasion le record de la traversée de l'Atlantique.
- 1965 :
  - (Sport automobile) : départ de la trente-troisième édition des 24 Heures du Mans.
- 1966 :
  - (Sport automobile) : victoire de Bruce McLaren et Chris Amon aux 24 Heures du Mans.
- 1977 :
  - (Formule 1) : Grand Prix automobile de Suède.
- 1982 :
  - (Sport automobile) : départ de la cinquantième édition des 24 Heures du Mans.
- 1988 :
  - (Formule 1) : Grand Prix automobile de Détroit.
- 1993 :
  - (Sport automobile) : départ de la soixante et unième édition des 24 Heures du Mans.
- 1996 :
  - (Athlétisme) : Michael Johnson bat le record du monde du 200 m en 19,66 s.
- 1998 :
  - (Football) : en matches comptant pour le deuxième tour du groupe D de la Coupe du monde, le Nigeria bat la Bulgarie 1-0 (But de Ikpeba, 27e min.) et l'Espagne fait match nul avec le Paraguay sur le score de 0-0.
- 1999 :
  - (Football / Coupe du monde féminine) : début de la troisième édition de la Coupe du monde féminine qui se tient aux États-Unis jusqu'au 10 juillet 1999. L'équipe des États-Unis remporte le match d’ouverture contre le Danemark sur le score de 3 à 0.

### XXIesiècle
- 2005 :
  - (Formule 1) : Grand Prix automobile des États-Unis.
- 2007 :
  - (Cyclisme / Dopage) : le président de l'Union cycliste internationale (UCI), Patrick McQuaid présente à Genève une nouvelle charte antidopage destinée à laver l'honneur d'un sport de plus en plus sali par les affaires de dopage, invitant tous les cyclistes professionnels à signer « cet engagement des coureurs pour un nouveau cyclisme » avant le 7 juillet.
  - (Cyclisme / Dopage) : le directeur du Tour de France, Christian Prudhomme annonce que tout coureur n'ayant pas signé avant le 7 juillet la charte antidopage établie par l'Union cycliste internationale ne pourrait pas prendre part au Tour.
  - (Football) : après le match nul (0-0) entre l'Ouganda et le Lesotho, le Nigeria, sans avoir joué, se qualifie pour la Coupe d'Afrique des nations de football 2008, ne pouvant plus désormais être rejoint en tête de son groupe.
  - (Nautisme) : mise à l'eau du Trimaran IDEC[2], skipper Francis Joyon.
  - (Rugby à XV) : Bernard Laporte, actuel sélectionneur de l'équipe de France de rugby, est nommé secrétaire d'État à la Jeunesse et aux Sports, dans le deuxième gouvernement de François Fillon formé après les élections législatives. Toutefois il n'entrera en fonction qu'à la fin du mois d'octobre, pour continuer à préparer la prochaine Coupe du monde, qui se déroulera en France.
- 2008 :
  - (Natation) : le relais 4* 100 m nage libre composé de Amaury Leveaux, Fabien Gilot, Frédérick Bousquet et Alain Bernard a battu le record d'Europe en 3 min 12 s 54.
- 2016 :
  - (Basket-ball /NBA) : les Cavaliers de Cleveland remportent le titre de champion de la NBA en gagnant la série 4-3 face aux Warriors de Golden State.
  - (Compétition automobile) :
    - (Endurance) : improbable scénario lors des 24 Heures du Mans, en tête à 6 minutes de la fin, la Toyota n°5 a connu un problème mécanique fatal, laissant la Porsche n°2 de Romain Dumas, Neel Jani et Marc Lieb lui ravir la victoire.
    - (Formule 1) : Nico Rosberg se relance en remportant sa 5e victoire de l'année lors du Grand Prix d'Europe disputé sur le circuit urbain de Bakou en Azerbaïdjan devant Sebastian Vettel (Ferrari) et Sergio Pérez (Force India).

  - (Cyclisme /UCI World Tour 2016) : sur le Tour de Suisse, la dernière étape, remportée par le Colombien Jarlinson Pantano, voit la victoire finale de son compatriote Miguel Ángel López (Astana). L'Espagnol Ion Izagirre est 2e. Le Français Warren Barguil (Giant-Alpecin) réussi à remonter sur le podium 3e, malgré un parcours raccourci en raison de la météo.
  - (Voile) : départ de la 47e édition de la Solitaire du Figaro à Deauville[3].
- 2018 :
  - (Escrime /Euro) : sur la 4e journée des Championnats d'Europe d'escrime, au fleuret par équipes hommes, victoire de la Russie composée de Timur Arslanov, Aleksey Cheremisinov, Timur Safin et Dmitry Zherebchenko et au sabre par équipes femmes, victoire aussi de la Russie composée de Yana Egorian, Sofia Pozdniakova, Svetlana Sheveleva et Sofia Velikaïa.
- 2025 :
  - (Escrime /Euro) : fin des Championnats d'Europe d'escrime à Gênes en Italie ou la France remportent 5 titres, l'Italie 3 titres, l'Ukraine 2 titres, la Hongrie 1 titre et sur bannière neutre 1 titre.

## Naissances

### XIXesiècle
- 1863 :
  - John Goodall, footballeur puis entraîneur et joueur de cricket anglais. (14 sélections en équipe nationale). († 20 mai 1942).
- 1868 :
  - John McPherson, footballeur écossais. (9 sélections en équipe nationale). († 31 juillet 1926).
- 1871 :
  - Fritz Hofmann, gymnaste et athlète de sprint, de sauts et de lancers allemand. Champion olympique des barres parallèles par équipes et des barres fixes par équipes, médaillé de bronze à la corde lisse puis médaillé d'argent du 100 m aux Jeux d'Athènes 1896. († 14 janvier 1927).
  - Alajos Szokolyi, athlète de sprint hongrois. Médaillé de bronze du 100 m aux Jeux d'Athènes 1896. († 9 septembre 1932).

### XXesièclede1901à1950
- 1903 :
  - Lou Gehrig, joueur de baseball américain. († 2 juin 1941).
  - Wally Hammond, joueur de cricket anglais. (85 sélections en test cricket). († 1er juillet 1965).
- 1909 :
  - Robert Défossé, footballeur français. (9 sélections en équipe de France). († 30 août 1973).
- 1926 :
  - Julio Pérez, footballeur uruguayen. Champion du monde de football 1950. (22 sélections en équipe nationale). († 22 septembre 2002).
- 1928 :
  - Jacques Dupont, cycliste sur piste et sur route français. Champion olympique du kilomètre et médaillé de bronze de la course en ligne par équipes aux Jeux de Londres 1948. Vainqueur des Paris-Tours 1951 et 1955. († 4 novembre 2019).
- 1932 :
  - Zózimo Alves Calazães, footballeur brésilien. Champion du monde de football 1958 et 1962. (37 sélections en équipe nationale). († 17 juillet 1977).
- 1937 :
  - Émile Viollat, skieur français. Médaillé d'argent de la descente aux Mondiaux de ski alpin 1962. († 7 août 2012).
- 1942 :
  - Bernard Bosquier, footballeur puis entraîneur français. (42 sélections en équipe de France).
- 1948 :
  - Daniel Herrero, joueur de rugby à XV puis entraîneur et consultant TV français.
- 1949 :
  - Zbigniew Jaremski, athlète de sprint polonais. Médaillée du relais 4 × 400 m aux Jeux de Montréal 1976. († 3 janvier 2011).

### XXesièclede1951à2000
- 1951 :
  - Francesco Moser, cycliste sur piste et sur route italien. Champion du monde de cyclisme sur piste de la poursuite individuelle 1976. Champion du monde de cyclisme sur route 1977. Vainqueur du Tour d'Italie 1984, des Tours de Lombardie 1975 et 1978, de la Flèche wallonne 1977, des Paris-Roubaix 1978, 1979 et 1980, et de Milan-San Remo 1984.
- 1953 :
  - Jean-Michel Martin, pilote de course automobile d'endurance belge.
- 1958 :
  - Sergueï Makarov, hockeyeur sur glace soviétique puis russe. Médaillé d'argent aux Jeux de Lake Placid 1980 puis champion olympique aux Jeux de Sarajevo 1984 et aux Jeux de Calgary 1988. Champion du monde de hockey sur glace 1979, 1981, 1982, 1983, 1986, 1989 et 1990.
- 1963 :
  - Jean-Paul Cottret, copilote de rallye-raid français. Vainqueur des Rallye Dakar 2004, 2005, 2007, 2012 , 2013, 2016 et 2017.
  - Loïc Pochet navigateur français.
- 1967 :
  - Bjørn Dæhlie, fondeur norvégien. Champion olympique du 25 km, du 50 km et du relais 4 × 10 km puis médaillé d'argent du 30 km aux Jeux d'Albertville 1992, champion olympique du 10 km et du 25 km puis médaillé d'argent du 30 km et du relais 4 × 10 km aux Jeux de Lillehammer 1994 et champion olympique du 10 km, du 50 km et du relais 4 × 10 km puis médaillé d'argent du 25 km aux Jeux de Nagano 1998. Champion du monde de ski de fond du 15 km et du relais 4 × 10 km 1991, champion du monde de ski de fond du 25 km, du 30 km et du relais 4 × 10 km 1993, champion du monde de ski de fond du relais 4 × 10 km 1995 et champion du monde de ski de fond du 10 km, du 20 km et du relais 4 × 10 km 1997.
- 1971 :
  - José Emilio Amavisca, footballeur espagnol. Champion olympique aux Jeux de Barcelone 1992. Vainqueur de la Ligue des champions 1998. (15 sélections en équipe nationale).
- 1974 :
  - Cécile Hernandez-Cervellon, snowboardeuse handisport française. Médaillée d'argent du snowboard aux Jeux de Sotchi 2014 puis médaillée d'argent du Banked Slalom LL1 et de bronze du cross LL1 aux Jeux de Pyeongchang 2018.
- 1975 :
  - Anthony Parker, basketteur américain.
- 1977 :
  - Maria Cioncan, athlète de demi-fond roumaine. Médaillée de bronze du 1 500 m aux Jeux d'Athènes 2004. († 21 janvier 2007).
- 1978 :
  - Dirk Nowitzki, basketteur allemand. (141 sélections en équipe nationale).
- 1981 :
  - Moss Burmester, nageur néo-zélandais.
  - Nadia Centoni, volleyeuse italienne. (220 sélections en équipe nationale).
  - Valerio Cleri, nageur en eau libre italien. Champion du monde du 25km en eau libre 2009.
  - Dorian James, joueur de badminton sud-africain. Champion d'Afrique de badminton à 9 reprises.
- 1983 :
  - Gregor Arbet, basketteur estonien.
  - Milan Petržela, footballeur tchèque. (17 sélections en équipe nationale).
  - Mark Selby, joueur de snooker anglais. Champion du monde de snooker 2014, 2016, 2017 et 2021.
- 1985 :
  - Yannick Bokolo, basketteur français. (92 sélections en équipe de France).
  - José Ernesto Sosa, footballeur argentin. Champion olympique aux Jeux de Pékin 2008. (19 sélections en équipe nationale).
- 1986 :
  - Marie Dorin-Habert, biathlète française. Médaillée d'argent du relais 4 × 6 km et médaillée de bronze du sprint aux Jeux de Vancouver 2010 puis championne olympique du relais mixte et médaillée de bronze du relais 4 × 6 km aux Jeux de PyeongChang 2018. Championne du monde de biathlon du sprint et de la poursuite 2015, championne du monde de biathlon en individuelle, de la mass star et du relais mixte 2016 puis médaillée d'argent du relais mixte et de bronze du relais 4 × 6 km.
  - Thomas Raffl, hockeyeur sur glace autrichien.
  - Ragnar Sigurðsson, footballeur islandais. (77 sélections en équipe nationale).
  - Marvin Williams, basketteur américain.
- 1987 :
  - Éric Boily, cycliste sur route canadien.
  - Sacha Modolo, cycliste sur route italien.
- 1989 :
  - Abdelaziz Barrada, footballeur franco-marocain. (28 sélections avec l'équipe du Maroc). († 24 octobre 2024).
  - Ögmundur Kristinsson, footballeur islandais. (11 sélections en équipe nationale).
  - Kevin Larroyer, joueur de rugby à XIII français. (15 sélections en équipe de France).
  - Juhani Ojala, footballeur finlandais.
- 1990 :
  - Ryan Evans, basketteur américain.
  - Brady Heslip, basketteur canadien.
  - Henri Kontinen, joueur de tennis finlandais.
- 1991 :
  - Nikita Balachov, basketteur russe. Vainqueur de l'EuroChallenge 2013.
  - Andrej Kramarić, footballeur croate. (106 sélections en équipe nationale).
- 1992 :
  - Anthony Bouthier, joueur de rugby à XV français. (8 sélections en équipe de France).
  - Andrea Pizzitola, pilote de courses automobile d'endurance français.
- 1993 :
  - Hugo Dumortier, basketteur français.
- 1994 :
  - Brittany Elmslie, nageuse australienne. Championne olympique du relais 4 × 100 m nage libre puis médaillée d'argent du relais 4 × 200 m nage libre et du relais 4 × 100 m 4 nages aux Jeux de Londres 2012 ainsi que championne olympique du relais 4 × 100 m nage libre aux Jeux de Rio 2016.
- 1995 :
  - Nikola Milojević, joueur de tennis serbe.
  - Yukiya Satō, sauteur à ski japonais.
- 1996 :
  - Jeremiah Martin, basketteur américain.
  - Lorenzo Pellegrini, footballeur italien. (36 sélections ne équipe nationale).
- 1997 :
  - Sheyi Ojo, footballeur anglais.
- 1998 :
  - Viktoriya Zeynep Güneş, nageuse ukrainienne puis turque.
  - José Luis Rodríguez, footballeur panaméen. (57 sélections en équipe nationale)
  - Max Svensson, footballeur suédois.
  - Ömer Yurtseven, basketteur turc.
- 2000 :
  - Vít Krejčí, basketteur tchèque.
  - Sydney Lohmann, footballeuse allemande. Vainqueur de la Ligue des nations 2025 et de la Ligue des champions 2025. (20 sélections en Équipe d'Allemagne).

### XXIesiècle
- 2002 :
  - Nuno Mendes, footballeur portugais. (38 sélections ne équipe nationale).
  - Aral Şimşir, footballeur turco-danois.
- 2003 :
  - Louis Bielle-Biarrey, joueur de rugby à XV français. Vainqueur du Tournoi des Six Nations 2025. (19 sélections en équipe de France).
- 2004 :
  - Hayden Matthews, footballeur australien. (1 sélection ne équipe nationale).
  - Agustín Ojeda, footballeur argentin.
  - Adam Ševínský, footballeur tchèque.

## Décès

### XXesièclede1901à1950
- 1904 :
  - Mungo Park, 67 ans, golfeur écossais. Vainqueur de l'Open britannique 1874. (° 22 octobre 1836).
- 1913 :
  - Paolo Zuccarelli, 26 ans, pilote de courses automobile italien. (° 24 août 1886).
- 1936 :
  - Tom O'Rourke, 80 ans, organisateur de combat de boxe américain. (° 13 mai 1856).

### XXesièclede1951à2000
- 1986 :
  - Len Bias, 22 ans, basketteur américain. (° 18 novembre 1963).
- 1992 :
  - Kitty McKane, 96 ans, joueuse de tennis britannique. Championne olympique du double dames, médaillée d'argent du double mixte et de bronze du simple dames aux Jeux d'Anvers 1920 puis médaillée d'argent du double dames et de bronze du simple dames aux Jeux de Paris 1924. Victorieuse des tournois de Wimbledon 1924 et 1926. (° 7 mai 1896).
- 1996 :
  - Edvin Wide, 100 ans, athlète de fond suédois. (° 22 février 1896).

### XXIesiècle
- 2001 :
  - Jerry Cornes, 91 ans, athlète de demi-fond britannique. Médaillé d'argent du 1 500 m aux Jeux de Los Angeles 1932. (° 23 mars 1910).
- 2004 :
  - Charly Grosskost, 60 ans, cycliste sur route français. (° 5 mars 1944).
- 2010 :
  - Manute Bol, 47 ans, basketteur sud-soudanais. (° 16 octobre 1962).
- 2018 :
  - Bill Kenville, 87 ans, basketteur américain. (° 1er décembre 1930).
- 2023 :
  - Karolis Chvedukas, 32 ans, footballeur lituanien. (20 sélections ne équipe nationale). (° 21 avril 1991).
  - Jim McCourt, 79 ans, boxeur irlandais. médaillé de bronze des -60kg aux Jeux de Tokyo 1964. (° 24 janvier 1944).